# Đại lý bất động sản

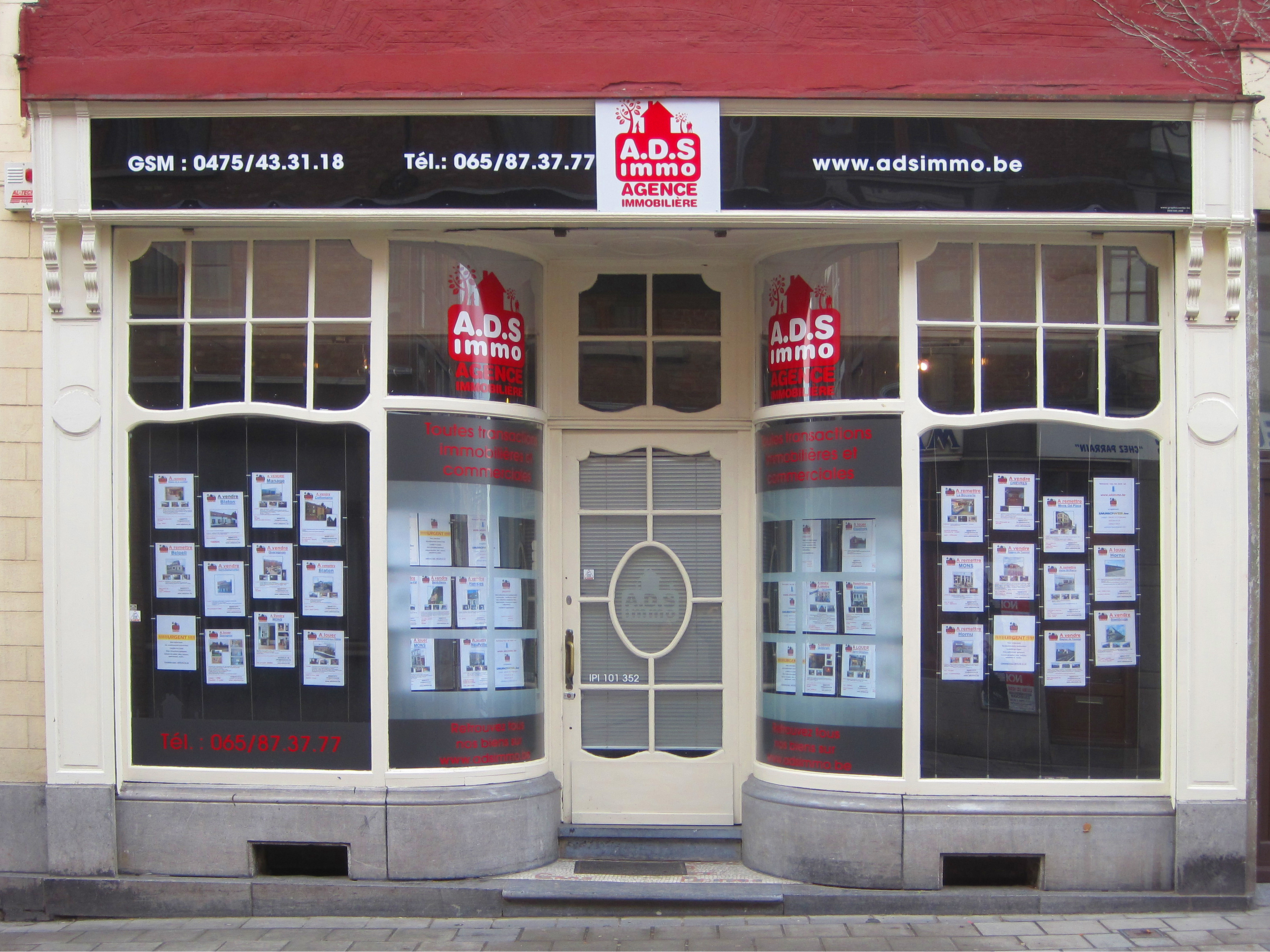
Cửa sổ phía trước của một cơ quan bất động nhỏ Mons (Bỉ).

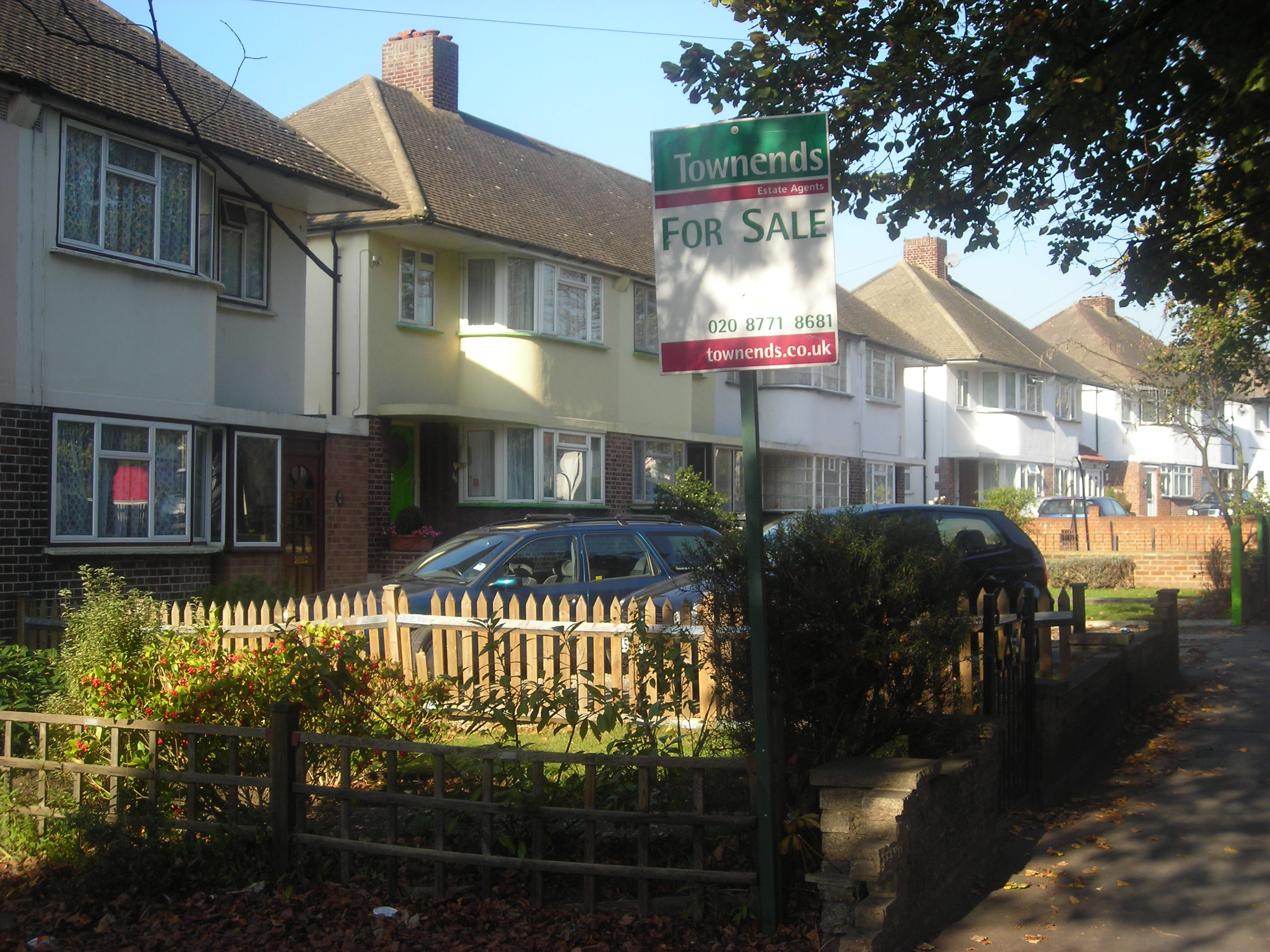
Một ngôi nhà đang được rao bán ở London

Đại lý bất động sản là một người hoặc doanh nghiệp sắp xếp việc bán, cho thuê hoặc quản lý tài sản và các tòa nhà khác. Một đại lý chuyên cho thuê thường được gọi là đại lý cho thuê nhà hoặc quản lý. Đại lý bất động sản chủ yếu tham gia vào việc tiếp thị tài sản có sẵn để bán, và luật sư hoặc người vận chuyển được cấp phép được sử dụng để chuẩn bị các tài liệu pháp lý. Tuy nhiên, tại Scotland, nhiều luật sư cũng đóng vai trò là đại lý bất động sản, một thông lệ hiếm thấy ở Anh và xứ Wales.
Đại lý bất động sản vẫn là chức danh hiện tại cho người chịu trách nhiệm quản lý một nhóm tài sản thuộc sở hữu tư nhân, tất cả hoặc chủ yếu là tài sản thuê dưới một quyền sở hữu. Các tiêu đề thay thế là Factor, Steward hoặc Bailiff, tùy thuộc vào thời đại, khu vực và mức độ của tài sản liên quan.